# Liste des chapitres de Mushoku Tensei
Cette page recense la liste des chapitres de la websérie Mushoku Tensei, et de ses adaptations en light novel et manga.

## Liste de la websérie
| Japonais | Japonais | Japonais                           |
| no | Titre | Date de parution                   |
| --- | --- | ---------------------------------- |
| 1 | Yōnen-ki (幼年期, litt. « L'Enfance »)                                                                                | 22 novembre 2012 - 2 décembre 2012 |
| Un NEET japonais de 34 ans est expulsé de chez lui après la mort de ses parents. Il aperçoit sur son chemin un camion se dirigeant à pleine vitesse vers un groupe d'adolescents, et parvient à sauver l'un d'entre eux avant de mourir. Il s'éveille ensuite dans le corps d'un bébé et se rend compte qu'il s'est réincarné dans un monde d'épée et de sorcellerie. Tout en s'adonnant initialement à sa perversion, il a la ferme intention de réussir dans sa nouvelle vie, abandonnant son ancienne identité pour sa nouvelle vie en tant que Rudeus Greyrat. À l'âge de trois ans, Rudeus apprend de lui-même la magie et commence à s'entraîner pour augmenter sa capacité magique. En découvrant son talent dans la magie, ses parents, Paul et Zenith, engagent une fille nommée Roxy Migurdia pour être une enseignante à domicile. Au cours de ses deux années avec Roxy, Rudeus en apprend plus sur le monde qui l'entoure, et surmonte le traumatisme qui a fait de lui un reclus. Après le départ de Roxy, Rudeus se lie d'amitié avec une fille qui se faisait harceler, nommée Sylphy, qu'il prend d'abord pour un garçon ; passant du temps ensemble, Rudeus lui enseigne tout son savoir, lui permettant de devenir compétente avec la magie. Réalisant que la codépendance entre Rudeus et Sylphy limite leur potentiel, Paul envoie Rudeus à sa famille, les Greyrat, pour l'éclairer sur le monde.                                                                  | |                                    |
| 2 | Shōnen-ki Kateikyōshi-hen (少年期 家庭教師編, litt. « Jeune garçon : Le Précepteur »)                                 | 9 décembre 2012 - 16 décembre 2012 |
| Rudeus est amené chez la branche Boreas de la famille Greyrat, et devient un tuteur d'Eris Boreas Greyrat, une fille hautaine et violente. Pour devenir son tuteur, Rudeus et la famille Boreas organisent un faux enlèvement, qui se transforme en véritable kidnapping quand ils sont trahis par un majordome. Malgré cela, Rudeus parvient à gagner sa faveur et devient son tuteur pour les mathématiques, les langues et la magie. Au fil des années, Rudeus se lie avec la famille Boreas et étudie davantage sur le monde, en apprenant en outre plusieurs langues différentes dont celles des semi-humains, de la guerre et des démons. Lors de son dixième anniversaire, Eris et la famille Boreas offrent un bâton magique à Rudeus. Peu de temps après, un rayon magique frappe la région de Fittoa, dispersant les gens à travers le monde entier. Roxy arrive en ville et décide de rejoindre une équipe de recherche dirigée par le père de Rudeus. | |                                    |
| 3 | Shōnen-ki Bōken-sha Nyūmon-hen (少年期 冒険者入門編, litt. « Jeune garçon : L'Initiation des aventuriers »)           | 23 décembre 2012 - 13 janvier 2013 |
| Rudeus a su se mettre en sécurité avec Eris lors de la téléportation mais se retrouve sur le continent des démons, une zone habitée par les démons et de puissants monstres. Écoutant prudemment les paroles d'un mystérieux Hitogami, Rudeus se lie d'amitié avec Ruijerd Speldia qui se porte volontaire pour les escorter jusqu'à leur maison. Passant par le village natal de Roxy, ils arrivent dans une ville nommée Licalis et s'inscrivent auprès d'une guilde d'aventuriers afin de gagner de l'argent pour leur voyage de retour. En rencontrant un groupe de kidnappeurs d'animaux domestiques, Rudeus détruit leur opération et utilise leur grade pour prendre des quêtes de niveau supérieur de la part de la guilde. Toutefois, un aventurier découvre le pot aux roses et tente de les faire chanter, les forçant à quitter la ville. Reconnaissant que ses qualités de dirigeant n'étaient pas les meilleurs, Rudeus change la dynamique du groupe afin de prendre en compte les opinions d'Eris et Ruijerd. | |                                    |
| 4 | Shōnen-ki Tokō-hen (少年期 渡航編, litt. « Jeune garçon : Le Voyage »)                                                | 14 janvier 2013 – 24 janvier 2013  |
| Le groupe arrive à Wenport, une ville portuaire qui les emmènera à leur prochaine destination, le continent de Milis. Suivant les conseils d'Hitogami, Rudeus entre dans une ruelle et rencontre l'impératrice des démons Kishirika Kishirisu, qui lui donne le pouvoir de la prévoyance en récompense. En raison de la discrimination de Milis contre les Spelds, Rudeus paie un groupe de contrebandiers pour faire passer Ruijerd à Zantport, la ville portuaire de Milis. Une fois arrivé là-bas, Rudeus et Ruijerd trahissent l'organisation pour sauver les enfants kidnappés de la race des semi-humains. Après avoir libéré la Bête sacrée, la divinité de la tribu des Doldia, les semi-humains ont pris Rudeus pour un membre des trafiquants et est retenu captif dans la Grande Forêt. Après avoir dissipé le malentendu, Rudeus, Ruijerd et Eris passent quelques mois avec la race des semi-humaines en attendant que la tempête saisonnière passe. Ils continuent ensuite leur chemin et sont accompagnés par Geese, le compagnon de Rudeus qui a été emprisonné pour avoir triché aux jeux d'argent. | |                                    |
| 5 | Shōnen-ki Saikai-hen (少年期 再会編, litt. « Jeune garçon : Les Retrouvailles »)                                      | 7 février 2013 – 17 février 2013   |
| Arrivés dans la capitale du royaume de Milis, Milision, le groupe et Geese se séparent. Rudeus tombe par hasard sur un enlèvement et intervient, en apprenant que l'enlèvement est en fait un sauvetage orchestré par le groupe de recherche de Paul. Paul réprimande Rudeus pour ne pas avoir cherché les victimes de la téléportation sur le continent des démons, qui est nargué par Rudeus en retour, conduisant les deux à se battre. Rudeus réalise qu'à côté de Norn, le reste de sa famille est toujours porté disparu. Après une certaine réflexion sur eux-mêmes, Rudeus et Paul se réconcilient avant de continuer leur voyage, chacun de leur côté. Arrivés à Westport pour se rendre sur le royaume d'Asura situé sur le continent central, les relations de Ruijerd et la tante de Rudeus (Therese Latreia) leur permettent de monter à bord d'un navire malgré l'interdiction des Spelds. | |                                    |
| 6 | Shōnen-ki Kikyō-hen (少年期 帰郷編, litt. « Jeune garçon : Le Retour au foyer »)                                      | 16 mars 2013 – 29 mars 2013        |
| Arrivé au Royaume du Roi-Dragon, Hitogami conseille à Rudeus de se rendre au Royaume de Shirone pour sauver Lilia et Aisha. Là-bas, Rudeus rencontre Pax, septième prince de Shirone, qui a capturé Lilia et Aisha pour appâter Rudeus et, à son tour, Roxy qu'il désire courtiser. En raison de la domination tyrannique de Pax, ses soldats se rebellent ; au même moment, Rudeus se lie d'amitié avec le troisième prince Zanova, qui aide à le libérer de la prison. Par la suite, Pax et Zanova sont envoyés hors du pays, tandis que Lilia et Aisha voyagent pour rejoindre Paul. Poursuivant leur voyage, Rudeus et ses compagnons rencontrent le Dieu-Dragon Oersted, qui les attaque après avoir entendu le nom d'Hitogami. Complètement vaincu, Rudeus est épargné par Nanahoshi Shizuka, la partenaire d'Oersted. En continuant, le groupe arrive à Roa, la ville natale d'Eris. Après avoir souhaité au revoir à Ruijerd, Eris apprend que sa famille entière est morte. En réponse, Eris demande à Rudeus de devenir sa nouvelle famille et couche avec lui. Elle part ensuite avec Ghyslaine pour s'entraîner et améliorer ses compétences à l'épée, afin de devenir une femme digne d'être à ses côtés. Au lieu de cela, Rudeus croit que sa performance sexuelle était mauvaise, le laissant le cœur brisé. Ailleurs, Roxy fait la connaissance de Kishirika qui révèle l'emplacement de la mère de Rudeus.                                                              | |                                    |
| 7 | Seishōnen-ki Nyūgaku-hen (青少年期 入学編, litt. « Adolescence : L'Admission »)                                       | 16 avril 2013 – 22 avril 2013      |
| Deux ans après le départ d'Eris, le traumatisme psychologique a rendu Rudeus impuissant. Depuis lors, Rudeus est devenu un aventurier et a fait diffusé son nom afin de rechercher sa mère disparue. La partenaire de Roxy, Elinalise Dragonroad, relaie l'emplacement de Zenith à Rudeus et raconte que les autres souhaitent qu'il vive plutôt sa vie. Sur les conseils d'Hitogami, Rudeus et Elinalise s'inscrivent à l'Académie de magie de Lanoa, pour soigner son impuissance sexuelle. Arrivé là-bas, il retrouve Zanova et se lie d'amitié avec Fitz. | |                                    |
| 8 | Seishōnen-ki Tokubetsu-sei Shōaku-hen (青少年期 特別生掌握編, litt. « Adolescence : La Saisi de l'étudiant spécial ») | 23 avril 2013 – 9 mai 2013         |
| Zanova, impatienté, demande à Rudeus de lui apprendre à créer des figurines ; le manque de magie et de dextérité de Zanova fait de lui une cause perdue. Au lieu de cela, ils fouillent le marché des esclaves et achètent une jeune naine qu'ils appellent Juliette, et lui enseignent la magie. Rudeus apprend bientôt que Lynia Dedoldia et Pursena Adoldia ont détruit sa précieuse figurine de Roxy, et se jure de se venger d'elles. Plus tard, Cliff Grimoire demande à Rudeus de le présenter à Elinalise. Après une confession sérieuse, les deux commencent à sortir ensemble et Cliff commence ses recherches sur les malédictions afin de guérir la maladie d'Elinalise. Par la suite, la saison des amours pour la race des semi-humains commence et Rudeus est assailli par des prétendants qui veulent épouser Lynia et Pursena. Par coïncidence, le seigneur démon Valigaldi défie également Rudeus pour confirmer les spéculations de Kirakishi. Celui-ci remplit les conditions de victoire du souverain démoniaque, ce qui fait monter sa notoriété au sein de l'école. Par la suite, il rencontre à nouveau Nanahoshi qui est une étudiante sous le nom de Silent Seven Stars. Il est révélé que Nanahoshi était l'un des adolescents que Rudeus n'a pas réussi à sauver avant sa mort, et a été transportée dans le monde actuel avec son corps d'origine. Elle demande à ce dernier d'alimenter ses cercles magiques afin de créer un sort pour rentrer chez elle. | |                                    |
| 9 | Seishōnen-ki Shirufietto-hen (青少年期 シルフィエット編, litt. « Adolescence : Sylphiette »)                          | 8 juin 2013 – 18 juin 2013         |
| Le monologue de Fitz révèle que son identité est Sylphiette, dont les cheveux sont devenus blancs à la suite de la catastrophe magique. Après cet incident, elle a été téléportée au palais d'Ariel Anemoy Asura et l'a sauvée d'un monstre. Avec sa maison disparue, Ariel incite Sylphy à devenir son garde du corps. En raison des conflits politiques et des assassinats pour le trône, la princesse et ses compagnons furent contraints de fuir ; ils s'inscrivent à l'Académie de magie de Lanoa comme une mascarade politique et pour qu'Ariel développe des relations afin de revendiquer le trône. Dans le présent, la timidité de Sylphy force Ariel et son chevalier, Luke Notos Greyrat, à préparer un plan pour qu'elle séduise Rudeus. Réussissant en fin de compte, elle lui révèle son identité et utilise un aphrodisiaque pour soigner son impuissance. En présence d'Ariel, Rudeus élimine tout malentendu et lui déclare sa loyauté, tout en proposant Sylphy en mariage. | |                                    |
| 10 | Seishōnen-ki Shinkon-hen (青少年期 新婚編, litt. « Adolescence : Les Jeunes Mariés »)                                 | 26 juin 2013 – 2 juillet 2013      |
| Rudeus commence à chercher une maison pour son mariage. Avec l'aide de Zanova et Cliff, il enquête sur un manoir hanté et neutralise une poupée automatisée qui a tué les anciens résidants. Zanova étudie la poupée et les notes du créateur tandis que Rudeus rénove sa nouvelle maison. Rudeus et Sylphy organisent une réception de mariage, où ils apprennent qu'Elinalise est la grand-mère de Sylphy. | |                                    |
| 11 | Seishōnen-ki Imōto-hen (青少年期 妹編, litt. « Adolescence : Les Petites Sœurs »)                                     | 28 juillet 2013 – 9 août 2013      |
| Au nom de Paul, Ruijerd escorte Norn et Aisha vers la maison de Rudeus où elles resteront jusqu'à ce que Zenith soit sauvé. Aisha décide de devenir la servante de Rudeus tandis que Norn s'inscrit à l'Académie de magie de Lanoa. Cependant, étant constamment comparée à son frère et se sentant complètement seule, elle s'enferme dans son dortoir. Rudeus se faufile dans les dortoirs pour la voir, permettant à celle-ci de régler ses sentiments négatifs envers lui. Les mois passent et Sylphy devient enceinte. Peu de temps après, Rudeus reçoit une lettre du groupe de Paul, demandant son aide. Hitogami lui dit de rester chez lui, mais il est convaincu de partir les aider quand Norn tente de se faufiler et de partir en voyage d'elle-même. | |                                    |
| 12 | Seishōnen-ki Begaritto Tairiku-hen (青少年期 ベガリット大陸編, litt. « Adolescence : Le Continent de Vegalitt »)      | 30 août 2013 – 6 septembre 2013    |
| Apprenant que Rudeus aura besoin de deux ans pour son voyage, Nanahoshi l'informe d'une zone cachée contenant un cercle de téléportation, ce qui raccourcirait son voyage global à six mois. Avec Elinalise, ils sont téléportés sur le continent de Vegalitt où ils traversent un désert de monstres et accompagnent un groupe de marchands. Arrivés à destination, ils rejoignent le groupe de Paul et apprennent que Zénith est dans un donjon légendaire appelé le Labyrinthe de Téléportation, et que Roxy a disparu à l'intérieur. | |                                    |
| 13 | Seishōnen-ki Meikyū-hen (青少年期 迷宮編, litt. « Adolescence : Le Labyrinthe »)                                      | 5 octobre – 21 octobre 2013        |
| Rudeus avait par hasard apporté avec lui un livre sur le Labyrinthe de Téléportation, permettant au groupe de facilement cartographier et naviguer dans le donjon. Après avoir retrouvé Roxy, ils se retirent, lui permettant de récupérer avant d'entrer de nouveau dans le donjon. Le groupe se rend dans la dernière salle et combat une hydre, ce qui entraîne le décès de Paul et la perte de la main gauche de Rudeus. Le groupe libère Zénith d'un cristal magique et découvre qu'elle est dans un état onirique. Rudeus pleure la mort de son père et agonise sur la négligence qu'il a montré envers ses parents dans sa vie passée. Afin de lui remonter le moral, Roxy le séduit et les deux commencent une relation. De retour chez lui, Rudeus obtient la permission de Sylphy d'avoir Roxy comme deuxième épouse. Quelques mois plus tard, Sylphy donne naissance à Lucy Greyrat. | |                                    |
| 14 | Seinen-ki Nichijō-hen (青年期 日常編, litt. « Jeune homme : Quotidien »)                                              | 23 novembre 2013 – 4 décembre 2013 |
| La vie de Rudeus et de ses amis est mis en avant et développée : Roxy devient une enseignante à l'Académie de magie de Lanoa ; un fan club est fondé autour de Norn ; Rudeus apprend la magie de la foudre, réalise un plan à trois avec ses épouses, et organise une fête pour célébrer les anniversaires de ses sœurs et pour son mariage avec Roxy ; Pursena bat Lynia dans un duel et retourne chez elle pour devenir la dirigeante du village ; et Nanahoshi fait des progrès dans ses expériences pour créer un cercle de téléportation. En guise de remerciement, elle invite Rudeus et ses amis à rencontrer Perugius Dola, un homme issu de la tribu des dragons connu pour avoir vaincu Laplace. | |                                    |
| 15 | Seinen-ki Shōkan-hen (青年期 召喚編, litt. « Jeune homme : L'Invocation »)                                            | 6 janvier 2014 – 17 janvier 2014   |
| En route pour le château flottant de Perugius, Nanahoshi devient malade et pousse Rudeus et ses amis à la recherche de Kirakishi qui peut connaître un remède à sa maladie. Leurs recherches les mènent à une confrontation avec le démon Atoferatofe Raibaku, et ils sont finalement sauvés par Perugius. Avec Nanahoshi guérie, Rudeus retourne à la maison et est conseillé par Hitogami de vérifier son sous-sol. Il est arrêté par une version future de lui-même, révélant qu'une souris va quitter le sous-sol et infecter Roxy avec une maladie qui lui sera fatale. Le Rudeus du futur lui explique qu'à la suite de la mort de Roxy, Hitogami tue tous ceux qui lui sont chers. Avant de mourir, il lui donne son journal intime et ordonne à son soi actuel de faire trois choses : de consulter Nanahoshi, d'écrire une lettre d'excuses à Eris, et de douter sans pour autant s'opposer à Hitogami. | |                                    |
| 16 | Seinen-ki Hitogami-hen (青年期 人神編, litt. « Jeune homme : Le dieu des humains »)                                   | 17 février 2014 – 28 février 2014  |
| Hitogami avoue ses plans, expliquant comment Oersted et les descendants de Rudeus causeront sa mort ; pour l'apaiser, Rudeus accepte de tuer Oersted. Il envoie une lettre à Eris, demandant son aide, et développe une tenue de combat pour les combats à venir. Alors qu'ils se battent, Oersted arrive à comprendre la situation difficile de Rudeus et lui propose d'être à son service. Ce dernier accepte d'apprendre d'Oersted des connaissances sur la façon de protéger sa famille. Il rentre à la maison avec Eris, et la prend comme sa troisième épouse après avoir résolu leurs malentendus. | |                                    |
| 17 | Seinen-ki Ōkoku-hen (青年期 王国編, litt. « Jeune homme : Le Royaume »)                                               | 1er avril 2014 – 11 avril 2014     |
| Oersted et Rudeus discutent des informations concernant Hitogami, le pouvoir du destin et les conditions de travail. Sans trop de détails, Oersted charge Rudeus d'aider Ariel à devenir la reine de son royaume car ce résultat sera défavorable à Hitogami. En outre, il lui fournit un cercle d'invocation afin de faire appel à un familier avec un puissant destin, pour protéger sa famille des pouvoirs d'Hitogami. Il finit par invoquer la divinité de la race des bêtes, la Sainte Bête, et le surnomme Leo (レオ, Reo). Pendant ce temps, Perugius offrira son aide à la campagne d'Ariel si elle répond correctement à sa question sur la royauté. Rudeus la guide vers la bonne réponse, gagnant ainsi la faveur de Perugius, et ils se préparent alors pour leur voyage vers le royaume d'Asura. | |                                    |
| 18 | Seinen-ki Asura Ōkoku-hen (青年期 アスラ王国編, litt. « Jeune homme : Le Royaume d'Asura »)                           | 22 mai 2014 – 1er juin 2014        |
| Avec les conseils d'Oersted, Rudeus entre en contact avec un réseau criminel d'Asura pour les faire entrer clandestinement dans le royaume. Ce faisant, Ariel recrute un des membres du personnel pour témoigner contre un rival pour le trône. Après avoir disperser les assassins qui en avaient après Ariel, un banquet est organisé pour les nobles d'Asura. Là, la princesse utilise le pouvoir de Perugius pour influencer les nobles à rejoindre sa faction et incriminer un ministre rival. Un épéiste puissant, sous l'impulsion d'Hitogami, saccage le banquet pour aider le ministre à s'échapper ; les deux sont rapidement arrêtés, sécurisant la position d'Ariel pour la couronne. Par la suite, Sylphy démissionne de son poste de chevalier d'Ariel, Oersted révèle qu'il est enfermé dans une boucle de temps infinie jusqu'à ce que Hitogami soit tué, et Rudeus recommence à s'entraîner après avoir réfléchi sur sa faiblesse précédente. | |                                    |
| 19 | Seinen-ki Haika-hen (青年期 配下編, litt. « Jeune homme : Les Subalternes »)                                          | 3 juillet 2014 – 13 juillet 2014   |
| Rudeus vit sa vie quotidienne tout en accomplissant des missions pour Oersted. Roxy donne naissance à une fille nommée Lara Greyrat, et Eris devient enceinte. Lynia, qui est devenue une esclave après avoir ratée sa carrière en tant que marchande, est libérée de sa captivité par Eris. Rudeus paie les propriétaires d'esclaves et en retour, elle est forcée à travailler pour payer sa dette. Mais au lieu de cela, elle provoque la zizanie dans la maison. Rudeus décide alors de l'envoyer, avec Aisha, recruter des subalternes pour aider la cause d'Oersted. La gestion d'Aisha se traduit par la création de la société Rodos, une agence pour l'emploi, générant de gros bénéfices. Lynia reçoit une lettre de la race des bêtes l'invitant à chercher la Sainte Bête. Rudeus, Lynia et Leo se rendent au territoire de la race des bêtes et persuadent le chef de laisser Leo rester avec la famille Greyrat. Sur l'ordre de Lynia, Pursena revient avec eux. Par la suite, Zanova reçoit une lettre de Pax, qui a pris le trône de Shirone par la force, et a ordonné son retour. | |                                    |
| 20 | Seinen-ki Zanoba-hen (青年期 ザノバ編, litt. « Jeune homme : Zanova »)                                                | 21 août 2014 – 2 septembre 2014    |
| Le rappel de Zanova dévie du journal de Rudeus du futur, les amenant à croire que c'est un stratagème d'Hitogami. Puisque la royauté de Pax conduira à la formation d'une nation républicaine, Oersted ordonne à Rudeus d'assurer sa survie. Rudeus et Roxy accompagnent Zanova à son retour où ils sont postés plus tard à un fort. Après avoir réussi à repousser l'invasion d'une nation étrangère, le groupe apprend que le château a été acculé par des rebelles menés par un prince exilé. Se sentant trahi par son peuple et le manque de résultats, Pax se suicide, accomplissant le but d'Hitogami. Avec l'abrogation de la nation républicaine, Oersted sera incapable de prédire le lieu de naissance de Laplace et d'intervenir dans la campagne de guerre de ce dernier. En réponse, Rudeus décide de préparer une armée pour affronter Laplace quatre-vingt ans dans le futur. | |                                    |
| 20.5 | Kaishō (間章, litt. « Intervalle »)                                                                                   | 16 octobre 2014 – 21 octobre 2014  |
| Les événements de deux ans sont mis en évidence dans ce volume. Rudeus utilise la société Rodos et sa production de figurines pour diffuser les nouvelles sur la guerre à venir avec Laplace. Cliff et Rudeus sont diplômés de l'académie. Une fête est organisée pour Norn et Aisha afin de célébrer leur passage à l'âge adulte. Cliff décide de retourner à Milision afin de prendre une position de pouvoir au sein de la religion Milis. Rudeus reçoit également une lettre de la mère de Zenith, exigeant qu'ils se rendent à Milis. Ensemble, Rudeus, Aisha, Zenith et Cliff arrivent à l'intérieur des enceintes de la ville. | |                                    |
| 21 | Seinen-ki Kurifu-hen (青年期 クリフ編, litt. « Jeune homme : Cliff »)                                                 | 7 novembre 2014 – 22 novembre 2014 |
| La mère de Zenith, Claire Lateria, souhaite la marier à un autre homme ; Rudeus proteste et coupe tout lien avec la famille Lateria. La religion de Milis est divisée en deux factions : l'une accepte les démons et l'autre les persécute et sont dirigés respectivement par le pape et le cardinal. Rudeus fait appel au pape pour y construire une filiale de Rodos. Claire parvient à mettre Zénith en garde à vue en utilisant Geese et nie son plan. En contactant sa tante Theresa, une résolution pacifique est presque atteinte jusqu'à ce que le cardinal ordonne à ses chevaliers d'estropier Rudeus. Ce dernier est forcé de se rebeller et kidnappe la figure religieuse du cardinal, le miko avec la capacité de lire dans les pensées, pour assurer la sécurité de sa famille. La politique religieuse force Claire à Zenith de se révéler, et le miko insiste que les intentions de Claire étaient bonnes envers Rudeus et Zenith ; elle espérait que les rumeurs sur les aventures d'Elinalise guériraient Zenith mais que cela a été réfuté. Après la réconciliation, le miko a indiqué que Zenith est consciente et mène une vie heureuse avec ses petits-enfants. Geese se révèle comme l'adepte d'Hitogami qui a manipulé les événements de ce volume, et a l'intention de construire une armée pour tuer Rudeus. | |                                    |
| 22 | Seinen-ki Soshiki-hen (青年期 組織編, litt. « Jeune homme : L'Organisation »)                                         | 5 janvier 2015 – 15 janvier 2015   |
| Rudeus voyage autour du monde pour faire la paix avec de puissantes personnes pour les dissuader de se joindre à la campagne de Geese ; il finit par gagner les faveurs de l'épéiste connu sous le nom de Dieu de la Mort, le royaume du Roi-Dragon et des chefs du continent des démons. Sylphy donne naissance à un fils avec des cheveux verts, menant à un malaise jusqu'à ce qu'il ait été confirmé qu'il n'est pas l'incarnation de Laplace. Nanahoshi a terminé son invention d'un cercle magique pour rentrer à la maison mais un problème inconnu l'a fait échouer. Elle en déduit qu'elle et Rudeus sont les résultats d'un paradoxe temporel dans le futur, qui l'empêche de retourner chez elle ; elle entre ensuite en stase pour pouvoir fermer la boucle temporelle. Rudeus trouve Kishirika qui lui donne le pouvoir de la clairvoyance et révèle que Geese est dans le royaume de Bihaeril. | |                                    |
| 23 | Seinen-ki Kessen-hen (青年期 決戦編, litt. « Jeune homme : La Bataille Décisive »)                                    | 1er mars 2015 – 15 mars 2015       |
| Rudeus et ses alliés se rendent au royaume de Bihaeril et trouvent Ruijerd et des survivants Spelds. À travers une série d'événements d'Hitogami, le village des Spelds est frappé d'une peste et va être envahi par une armée. Après avoir trouvé un remède contre la maladie, Rudeus et ses alliés défont les envahisseurs et gagnent la coopération du royaume. Geese équipe Valigaldi d'une armure légendaire qui est transmise à l'Épéiste du Dieu du Nord, Alexander Kallman, à la suite de sa défaite. Oersted maîtrise Alexander et le force à être son subalterne. Avec tous les problèmes réglés, Rudeus retourne à la maison où sa famille l'attend. | |                                    |
| 24 | Sai shūshō Kanketsu-hen (最終章 完結編, litt. « Conclusion : Achèvement »)                                            | 3 avril 2015                       |
| La vie des personnages est mise en évidence à l'époque où Rudeus a 34 ans jusqu'à son lit de mort à 74 ans. L'histoire évolue dans le futur et suit Reira, une fille qui a le pouvoir de contrôler le temps et est piégée dans une boucle temporelle infinie. Elle a l'habitude d'invoquer l'ami de Nanahoshi, Akito Shinohara, et tombe amoureuse de lui. La mort d'Akito pousse Reira à voyager vers le passé où elle négocie avec une entité inconnue, révélant qu'elle est la cause de la réincarnation de Rudeus, de l'invocation de Nanahoshi et de la catastrophe magique. L'action de Rudeus crée un nouvel avenir pour Reira alors qu'elle recommence sa boucle de temps. | |                                    |

## Liste deslight novel
| no                                                                         | Japonais | Japonais          | Japonais          |
| no                                                                         | Titre | Date de sortie    | ISBN              |
| -------------------------------------------------------------------------- | --- | ----------------- | ----------------- |
| 1                                                                          | Jinsei yarinaoshi. Ōdō no taiga tensei fantajī shidō su! (人生やり直し。王道の大河転生ファンタジー始動す！)                                           | 24 janvier 2014   | 978-4-04-066220-6 |
| Reprend le contenu du 1er volume de la websérie.                           | |                   |                   |
| 2                                                                          | Akogareno jinsei yarinaoshi-gata tensei fantajī, dai-ni-dan hayaku mo tōjō! (憧れの人生やり直し型転生ファンタジー、第二弾早くも登場！)                | 25 mars 2014      | 978-4-04-066393-7 |
| Reprend le contenu du 2e volume de la websérie.                            | |                   |                   |
| 3                                                                          | Aisuru kazoku o torimodose. “Jinsei yarinaoshi-gata” fantajī dai-san-dan! (愛する家族を取り戻せ。“人生やり直し型”ファンタジー第三弾！)                | 23 mai 2014       | 978-4-04-066755-3 |
| Reprend le contenu du 3e volume de la websérie.                            | |                   |                   |
| 4                                                                          | Makai taitei Kishirika kara sadzuke rareta chikara,“mame” to wa!? (魔界大帝キシリカから授けられた力、「魔眼」とは!?)                                  | 25 août 2014      | 978-4-04-066961-8 |
| Reprend le contenu du 4e volume de la websérie.                            | |                   |                   |
| 5                                                                          | Aratana daichi de matte ita no wa…… masakano oyakogenka!? (新たな大地で待っていたのは……まさかの親子喧嘩!?)                                            | 24 octobre 2014   | 978-4-04-067130-7 |
| Reprend le contenu du 5e volume de la websérie.                            | |                   |                   |
| 6                                                                          | Jojoni akiraka ni naru kazoku no yukue. Yagate chikadzuku nakama to no wakare!? (徐々に明らかになる家族の行方。やがて近づく仲間との別れ!?)            | 25 février 2015   | 978-4-04-067412-4 |
| Reprend le contenu du 6e volume de la websérie.                            | |                   |                   |
| 7                                                                          | Webude wa fure rarenakatta sū-nenkan no monogatari ga koko ni egaka reru!? (ウェブでは触れられなかった数年間の物語がここに描かれる!?)                 | 25 août 2015      | 978-4-04-067759-0 |
| Histoire originale se déroulant entre les 6e et 7e volumes de la websérie. | |                   |                   |
| 8                                                                          | Bōken-sha intai!? Butai wa gakuen ni! (冒険者引退!? 舞台は学園に！)                                                                                   | 23 octobre 2015   | 978-4-04-067946-4 |
| Reprend le contenu du 7e volume de la websérie et une partie du 8e.        | |                   |                   |
| 9                                                                          | Nazo ōki Fittsu no shōtai ga tsuini akasa reru! ? (謎多きフィッツの正体がついに明かされる!?)                                                          | 25 janvier 2016   | 978-4-04-068046-0 |
| Reprend le contenu du 8e volume de la websérie et une partie du 9e.        | |                   |                   |
| 10                                                                         | Zensede wa arienakatta!? Shiawase sugiru amai shinkon seikatsu!! (前世ではありえなかった!? 幸せすぎる甘い新婚生活!!)                                  | 25 mars 2016      | 978-4-04-068192-4 |
| Reprend le contenu du 10e volume de la websérie.                           | |                   |                   |
| 11                                                                         | Ani, imōto 2-ri ni honrō sa reru!? (兄、妹2人に翻弄される!?)                                                                                          | 25 mai 2016       | 978-4-04-068347-8 |
| Reprend le contenu du 11e volume de la websérie et une partie du 12e.      | |                   |                   |
| 12                                                                         | Chichi to musuko wa meikyū e!! Haha no kyūshutsu wa naru ka!? (父と息子は迷宮へ!! 母の救出は成るか!?)                                                 | 25 août 2016      | 978-4-04-068483-3 |
| Reprend le contenu du 12e volume de la websérie et une partie du 13e.      | |                   |                   |
| 13                                                                         | Ano moto kano ga tōjō!! Shiawasena kekkon seikatsu wa, shuraba to kasu no ka!? (あの元カノが登場!! 幸せな結婚生活は、修羅場と化すのか!?)              | 22 décembre 2016  | 978-4-04-068745-2 |
| Reprend le contenu du 13e et 14e volumes de la websérie.                   | |                   |                   |
| 14                                                                         | Iza, nazo ni tsutsuma rete ita tenkū jōsai e!! (いざ、謎に包まれていた天空城塞へ!!)                                                                   | 25 avril 2017     | 978-4-04-069189-3 |
| Reprend le contenu du 15e volume de la websérie.                           | |                   |                   |
| 15                                                                         | Ano Erisu ga sai tōjō!? Kako o norikoe, kazoku o mamore!! (あのエリスが再登場!? 過去を乗り越え、家族を守れ!!)                                         | 25 juillet 2017   | 978-4-04-069355-2 |
| Reprend le contenu du 16e volume de la websérie.                           | |                   |                   |
| 16                                                                         | Haika to shite no hatsu ninmu!? Datō Hitogami e no fuseki o ute!! (配下としての初任務!? 打倒ヒトガミへの布石を打て!!)                                 | 25 octobre 2017   | 978-4-04-069587-7 |
| Reprend le contenu du 17e volume de la websérie.                           | |                   |                   |
| 17                                                                         | Tsugitsugi to semari kuru Hitogami no shito!? Ninmu no seihi ya ikani――? (次々と迫りくるヒトガミの使徒!? 任務の成否やいかに――?)                       | 25 janvier 2018   | 978-4-04-069664-5 |
| Reprend le contenu du 18e volume de la websérie.                           | |                   |                   |
| 18                                                                         | Rūdeusu wa kyō mo sekai o kakemawaru!! (ルーデウスは今日も世界を駆け回る!!)                                                                           | 25 mai 2018       | 978-4-04-069925-7 |
| Reprend le contenu du 19e volume de la websérie.                           | |                   |                   |
| 19                                                                         | Zanoba ga kikyō!? Hitogami no tsugi no itte ga utareru!! (ザノバが帰郷!? ヒトガミの次の一手が打たれる!!)                                              | 25 août 2018      | 978-4-04-065167-5 |
| Reprend la fin du 19e et le contenu du 20e volume de la websérie.          | |                   |                   |
| 20                                                                         | Kurifu kikyō!? Kore mo Hitogami no wanana no ka……? (クリフ帰郷!? これもヒトガミの罠なのか……？)                                                        | 25 janvier 2019   | 978-4-04-065502-4 |
| Reprend les volumes 20.5 et 21 de la websérie.                             | |                   |                   |
| 21                                                                         | Yūkai sa reta Zenisu no yukue wa……? (誘拐されたゼニスの行方は……？)                                                                                    | 25 mars 2019      | 978-4-04-065637-3 |
| Reprend la fin du volume 21 de la websérie.                                | |                   |                   |
| 22                                                                         | Senryoku zōkyō o hakaru Rūdeusu. Soshite kako no kyōteki, Shinigami Maō to no saikai (戦力増強を図るルーデウス。そして過去の強敵、死神・魔王との再会) | 25 juillet 2019   | 978-4-04-065908-4 |
| Reprend le volume 22 de la websérie.                                       | |                   |                   |
| 23                                                                         | Kaserareru Perugiusu no shiren!? Kita no hate no hikyō, ten tairiku e! (課せられるペルギウスの試練!? 北の果ての秘境、天大陸へ！)                      | 25 juin 2020      | 978-4-04-064540-7 |
| Reprend la fin du volume 22 de la websérie.                                | |                   |                   |
| 24                                                                         | Gīsu to Ruijerudo no aratana jōhō. Mata shite mo Hitogami no “wana” na no ka!? (ギースとルイジェルドの新たな情報。またしてもヒトガミの『罠』なのか!?) | 25 décembre 2020  | 978-4-04-680069-5 |
| Reprend le volume 23 de la websérie.                                       | |                   |                   |
| 25                                                                         | Deddoendo futatabi!? Te ni ase nigiru kessen no shōsha wa……? (デッドエンド再び!? 手に汗握る決戦の勝者は……？)                                          | 25 septembre 2021 | 978-4-04-680509-6 |
| Reprend la suite du volume 23 de la websérie.                              | |                   |                   |
| 26                                                                         | Rūdeusu no monogatari koko ni kanketsu!! (ルーデウスの物語ここに完結!!)                                                                               | 25 novembre 2022  | 978-4-04-681933-8 |

## Liste des mangas

### Mushoku Tensei
| no | Japonais          | Japonais          | Français          | Français          |
| no | Date de sortie    | ISBN              | Date de sortie    | ISBN              |
| --- | ----------------- | ----------------- | ----------------- | ----------------- |
| 1 | 23 octobre 2014   | 978-4-04-066884-0 | 7 juin 2017       | 978-2-8189-4175-1 |
| Liste des chapitres : - Chapitre 1 : Un autre monde - Chapitre 2 : Maîtresse - Chapitre 3 : La recette du respect - Chapitre 4 : Amitié - Chapitre 5 : Réunion de famille et stagnation - Bonus : Le père de Sylphy |                   |                   |                   |                   |
| 2 | 23 mars 2015      | 978-4-04-067293-9 | 5 juillet 2017    | 978-2-8189-4181-2 |
| Liste des chapitres : - Chapitre 6 : La séparation - Chapitre 7 : L'irascible demoiselle - Chapitre 8 : Un moment d'inattention - Chapitre 9 : La courtoisie selon les Boreas - Chapitre 10 : Le coup de déprime d'Eris - Bonus : La gouvernante des Greyrat - Histoire courte : La domestication d'une chienne sauvage |                   |                   |                   |                   |
| 3 | 19 septembre 2015 | 978-4-04-067808-5 | 20 septembre 2017 | 978-2-8189-4283-3 |
| Liste des chapitres : - Chapitre 11 : L'anniversaire - Chapitre 12 : Une vielle histoire - Chapitre 13 : Le labyrinthe de l'amour - Chapitre 14 : La surprise - Chapitre 15 : La promesse - Chapitre 16 : Un tournant décisif - Bonus : Madame Greyrat - Histoire courte : Les retrouvailles                            |                   |                   |                   |                   |
| 4 | 23 mars 2016      | 978-4-04-068226-6 | 2 novembre 2017   | 978-2-8189-4370-0 |
| Liste des chapitres : - Chapitre 17 : Le message divin - Chapitre 18 : L'escroc - Chapitre 19 : Donnant-donnant - Chapitre 20 : La guilde des aventuriers - Chapitre 21 : La cape d'Eris - Bonus : L'ange gardien - Histoire courte : L'élite de Shirone                                                                |                   |                   |                   |                   |
| 5 | 23 septembre 2016 | 978-4-04-068541-0 | 10 janvier 2018   | 978-2-8189-4416-5 |
| Liste des chapitres : - Chapitre 22 : Le retour de Roxy - Chapitre 23 : Première quête - Chapitre 24 : La culotte miraculeuse - Chapitre 25 : Échec dans la forêt - Chapitre 26 : Larmes de regrets - Chapitre 27 : Retrouvailles et destinées - Histoire courte : Les premières emplettes d'Eris                       |                   |                   |                   |                   |
| 6 | 23 mars 2017      | 978-4-04-069109-1 | 2 mai 2018        | 978-2-8189-4506-3 |
| Liste des chapitres : - Chapitre 28 : Je m'appelle... - Chapitre 29 : L'œil magique - Chapitre 30 : La mission secrète - Chapitre 31 : Le héros capturé - Chapitre 32 : Une situation brûlante - Histoire courte : L'histoire d'amour super adulte de l'impératrice du monde des démons                                 |                   |                   |                   |                   |
| 7 | 23 septembre 2017 | 978-4-04-069418-4 | 4 juillet 2018    | 978-2-8189-4678-7 |
| Liste des chapitres : - Chapitre 33 : Jour de retrouvailles - Chapitre 34 : Querelle familiale - Chapitre 35 : Père et fille - Chapitre 36 : Concertation - Chapitre 37 : Roxy et sa famille - Histoire courte : Un cadeau très spécial                                                                                 |                   |                   |                   |                   |
| 8 | 23 mars 2018      | 978-4-04-069776-5 | 3 octobre 2018    | 978-2-8189-4713-5 |
| Liste des chapitres : - Chapitre 38 : Fitz le taciturne - Chapitre 39 : La décision de la princesse - Chapitre 40 : Amitié - Chapitre 41 : Tel frère, telle sœur - Chapitre 42 : Quand Roxy boit, Roxy trinque - Histoire courte : Tous les goûts sont dans la nature                                                   |                   |                   |                   |                   |
| 9 | 23 octobre 2018   | 978-4-04-065100-2 | 6 mars 2019       | 978-2-8189-6753-9 |
| Liste des chapitres : - Chapitre 43 : La sœur naturelle de Rudeus - Chapitre 44 : Le sauvetage de Lilia - Chapitre 45 : Respect fraternel - Chapitre 46 : Un tournant décisif II (1ère partie) - Chapitre 47: Un tournant décisif II (2ème partie) - Histoire courte : Re Zéro X Mushoku tensei - première partie       |                   |                   |                   |                   |
| 10 | 23 mars 2019      | 978-4-04-065576-5 | 30 octobre 2019   | 978-2-8189-7539-8 |
| Liste des chapitres : - Chapitre 48 : Un trou béant dans la poitrine - Chapitre 49 : La fin du voyage - Chapitre 50 : Bilan du cataclysme - Chapitre 51 : La résolution d'une jeune fille - Histoire courte : Re Zéro X Mushoku tensei - deuxième partie                                                                |                   |                   |                   |                   |
| 11 | 23 octobre 2019   | 978-4-04-064046-4 | 10 juin 2020      | 978-2-8189-7744-6 |
| Liste des chapitres : - Chapitre 52 : Un aventurier surnommé « Marécage » - Chapitre 53 : La lettre d'invitation - Chapitre 54 : L'examen d'entrée - Chapitre 55 : La rentrée des classes - Chapitre 56 : Entraide - Chapitre bonus : Cliff Grimore                                                                     |                   |                   |                   |                   |
| 12 | 23 mars 2020      | 978-4-04-064469-1 | 4 novembre 2020   | 978-2-8189-7948-8 |
| Liste des chapitres : - Chapitre 57 : Sylphiette - Chapitre 58 : Défaut de mana - Chapitre 59 : La nouvelle disciple - Chapitre 60 : L'enlèvement des semi-humaines (1ère partie) - Histoire courte : Le coup de maître du prince de la décapitation                                                                    |                   |                   |                   |                   |
| 13 | 20 août 2020      | 978-4-04-064816-3 | 7 avril 2021      | 978-2-8189-8457-4 |
| Liste des chapitres : - Chapitre 61 : L'enlèvement des semi-humaines (2ème partie) - Chapitre 62 : Yeux nus - Chapitre 63 : La passion secrète du jeune prodige - Chapitre spécial : Nina Farion - Chapitre 64 : Sentiments véritables - Histoire courte : Pour le bonheur d'Elinalise                                  |                   |                   |                   |                   |
| 14 | 21 janvier 2021   | 978-4-04-680113-5 | 6 octobre 2021    | 978-2-8189-8788-9 |
| Liste des chapitres : - Chapitre 65 : Des prétendants prêts à tout (1ère partie) - Chapitre 66 : Des prétendants prêts à tout (2ème partie) - Chapitre 67 : Viligaldi - Chapitre 68 : Le masque blanc (1ère partie) - Chapitre spécial : Zöldert Heckler                                                                |                   |                   |                   |                   |
| 15 | 23 juin 2021      | 978-4-04-680670-3 | 2 février 2022    | 978-2-8189-9195-4 |
| Liste des chapitres : - Chapitre 69 : Le masque blanc (2ème partie) - Chapitre 70 : Le laboratoire - Chapitre 71 : Des hauts et des bas - Chapitre 72 : Décisions personnelles - Chapitre spécial : Entraînement matinal                                                                                                |                   |                   |                   |                   |
| 16 | 22 novembre 2021  | 978-4-04680-885-1 | 1er juin 2022     | 978-2-8189-9403-0 |
| Liste des chapitres : - Chapitre 73 : Pluie dans la forêt (1ère partie) - Chapitre 74 : Pluie dans la forêt (2ème partie) - Chapitre 75 : Après la pluie - Chapitre 76 : Ultime coup de pouce - Chapitre spécial : Luke Notos Greyrat et le cadeau inutile                                                              |                   |                   |                   |                   |
| 17 | 22 juin 2022      | 978-4-04-681385-5 | 7 décembre 2022   | 978-2-8189-9650-8 |
| Liste des chapitres : - Chapitre 77 : Un nouveau matin - Chapitre 78 : Le soutien - Chapitre 79 : Préparatifs avant mariage - Chapitre spécial : Souvenirs de jeunesse - Chapitre 80 : Le repas de noces (1ère partie) - Chapitre 81 : Le repas de noces (2ème partie)                                                  |                   |                   |                   |                   |
| 18 | 22 décembre 2022  | 978-4-04-681985-7 | 7 juin 2023       | 979-10-411-0077-4 |
| Liste des chapitres : - Chapitre 82 : La vie conjugale - Chapitre 83 : La lettre - Chapitre 84 : Point de rupture - Chapitre 85 : Trois têtes valent mieux qu'une - Chapitre 86 : Réjouissances |                   |                   |                   |                   |
| 19 | 22 juillet 2023   | 978-4-04-682607-7 | 10 janvier 2024   | 979-10-411-0539-7 |
| Liste des chapitres : - Chapitre 87 : Nostalgie et frustration - Chapitre 88 : Aiguiser ses crocs - Chapitre 89 : Traitement équitable - Chapitre 90 : La soubrette et la pensionnaire - Chapitre 91 : Le big boss et ses acolytes                                                                                      |                   |                   |                   |                   |
| 20 | 22 février 2024   | 978-4-04-683275-7 | 21 août 2024      | 979-10-411-0795-7 |
| Liste des chapitres : - Chapitre 92 : Les émotions d'un grand frère - Chapitre 93 : Les hésitations d'un grand frère - Chapitre 94 : Norn Greyrat - Chapitre 95 : Vivre avec ses sœurs - Chapitre 96 : Deux nouvelles                                                                                                   |                   |                   |                   |                   |
| 21 | 22 août 2024      | 978-4-04-683847-6 | 5 mars 2025       | 979-10-411-1181-7 |
| Liste des chapitres : - Chapitre 97 : Un tournant décisif III - Chapitre 98 : Les adieux - Chapitre 99 : En route pour Vegalitt - Chapitre 100 : Lapan, la ville labyrinthe - Chapitre 101 : Le point sur la situation                                                                                                  |                   |                   |                   |                   |
| 22 | 22 mars 2025      | 978-4-04-684617-4 |                   |                   |
| 23 | 22 août 2025      | 978-4-04-685014-0 |                   |                   |

### Mushoku Tensei: Les Aventures de Roxy
| no | Japonais          | Japonais          | Français        | Français          |
| no | Date de sortie    | ISBN              | Date de sortie  | ISBN              |
| --- | ----------------- | ----------------- | --------------- | ----------------- |
| 1 | 22 mars 2018      | 978-4-04-069697-3 | 9 janvier 2019  | 978-2-8189-6611-2 |
| Liste des chapitres : - Chapitre 1 : Le Départ - Chapitre 2 : Licalis - Chapitre 3 : Les Vandales de Licalis - Chapitre 4 : Camaraderie - Chapitre Bonus : La Voyageuse qui Parcourait Le Monde                                                                    |                   |                   |                 |                   |
| 2 | 22 septembre 2018 | 978-4-04-065108-8 | 1er mai 2019    | 978-2-8189-6769-0 |
| Liste des chapitres : - Chapitre 5 : La Séparation - Chapitre 6 : La Décision - Chapitre 7 : Opération "Infiltration" - Chapitre 8 : L'Évasion - Chapitre 9 : Millision - Chapitre Bonus : Journal de bord d'une employée de la Guilde                             |                   |                   |                 |                   |
| 3 | 22 mars 2019      | 978-4-04-065604-5 | 30 octobre 2019 | 978-2-8189-7540-4 |
| Liste des chapitres : - Chapitre 10 : Discrimination Envers les Démons - Chapitre 11 : La Compagnie Temporaire - Chapitre 12 : Palpitations - Chapitre 13 : Le Pays Natal de Maîtresse - Chapitre 14 : Le Ménestrel - Chapitre 15 : La Toute Première Fois         |                   |                   |                 |                   |
| 4 | 25 octobre 2019   | 978-4-04-064033-4 | 19 août 2020    | 978-2-8189-7741-5 |
| Liste des chapitres : - Chapitre 16 : Dilemme - Chapitre 17 : Mission confidentielle - Chapitre 18 : Chemins séparés - Chapitre 19 : Un rêve doré - Chapitre 20 : Le mensonge - Chapitre 21 : Le chapeau de magicienne                                             |                   |                   |                 |                   |
| 5 | 23 mars 2020      | 978-4-04-064482-0 | 3 février 2021  | 978-2-8189-7961-7 |
| Liste des chapitres : - Chapitre 22 : La magie - Chapitre 23 : La vie scolaire - Chapitre 24 : Amis - Chapitre 25 : Concessions - Chapitre 26 : La bibliothèque |                   |                   |                 |                   |
| 6 | 21 août 2020      | 978-4-04-064825-5 | 18 août 2021    | 978-2-8189-8458-1 |
| Liste des chapitres : - Chapitre 27 : Avant la tempête - Chapitre 28 : Fausses accusations - Chapitre 29 : Poursuite - Chapitre 30 : Lewis Russell - Chapitre 31 : La cache                                                                                        |                   |                   |                 |                   |
| 7 | 22 janvier 2021   | 978-4-04-680096-1 | 8 décembre 2021 | 978-2-8189-8787-2 |
| Liste des chapitres : - Chapitre 32 : Le vrai coupable - Chapitre 33 : Narcolepsie - Chapitre 34 : Une seule et même cause - Chapitre 35 : Retrouvailles - Chapitre 36 : Le spectre                                                                                |                   |                   |                 |                   |
| 8 | 21 septembre 2021 | 978-4-04-680545-4 | 7 décembre 2022 | 978-2-8189-9404-7 |
| Liste des chapitres : - Chapitre 37 : Souvenirs - Chapitre 38 : La fonte des neiges - Chapitre 39 : Passage en deuxième année - Chapitre 40 : Magie curative - Chapitre 41 : La saison des amours - Chapitre 42 : Le petit boulot                                  |                   |                   |                 |                   |
| 9 | 23 décembre 2021  | 978-4-04-680950-6 | 7 juin 2023     | 978-2-8189-9937-0 |
| Liste des chapitres : - Chapitre 43 : Le choix - Chapitre 44 : Le départ - Chapitre 45 : Le séminaire - Chapitre 46 : Le bâton - Chapitre 47 : L'arène - Chapitre Bonus : Jenius et Roxy                                                                           |                   |                   |                 |                   |
| 10 | 23 juillet 2022   | 978-4-04-681524-8 | 10 janvier 2024 | 979-10-411-0274-7 |
| Liste des chapitres : - Chapitre 48 : Un armement personnalisé - Chapitre 49 : Le spécimen rare - Chapitre 50 : Dissensions - Chapitre 51 : Le diplôme - Chapitre 52 : Pérégrinations                                                                              |                   |                   |                 |                   |
| 11 | 23 janvier 2023   | 978-4-04-681973-4 | 21 août 2024    | 979-10-411-0526-7 |
| Liste des chapitres : - Chapitre 53 : La rencontre - Chapitre 54 : Leçons de magie - Chapitre 55 : La vie de famille - Chapitre 56 : Préjugés - Chapitre 57 : La sécheresse - Chapitre 58 : La fête des moissons                                                   |                   |                   |                 |                   |
| 12 | 23 août 2023      | 978-4-04-682593-3 | 5 mars 2025     |                   |
| Liste des chapitres : - Chapitre 59 : La spécialisation de Zénith - Chapitre 60 : Maîtresse ou pas maîtresse - Chapitre 61 : Les enfants perdus - Chapitre 62 : L'anniversaire - Chapitre 63 : L'examen de fin d'études - Chapitre 64 : L'épopée d'une aventurière |                   |                   |                 |                   |

### Mushoku Tensei: 4-koma ni natte mo honki dasu
| no | Japonais         | Japonais          |
| no | Date de sortie   | ISBN              |
| -- | ---------------- | ----------------- |
| 1  | 26 octobre 2019  | 978-4-04-912759-1 |
| 2  | 27 mars 2020     | 978-4-04-913115-4 |
| 3  | 26 décembre 2020 | 978-4-04-913562-6 |

### Édition japonaise

#### Light novel
1. 1 2  (ja) « Tome 01 », sur Kadokawa Corporation.
2. 1 2  (ja) « Tome 02 », sur Kadokawa Corporation.
3. 1 2  (ja) « Tome 03 », sur Kadokawa Corporation.
4. 1 2  (ja) « Tome 04 », sur Kadokawa Corporation.
5. 1 2  (ja) « Tome 05 », sur Kadokawa Corporation.
6. 1 2  (ja) « Tome 06 », sur Kadokawa Corporation.
7. 1 2  (ja) « Tome 07 », sur Kadokawa Corporation.
8. 1 2  (ja) « Tome 08 », sur Kadokawa Corporation.
9. 1 2  (ja) « Tome 09 », sur Kadokawa Corporation.
10. 1 2  (ja) « Tome 10 », sur Kadokawa Corporation.
11. 1 2  (ja) « Tome 11 », sur Kadokawa Corporation.
12. 1 2  (ja) « Tome 12 », sur Kadokawa Corporation.
13. 1 2  (ja) « Tome 13 », sur Kadokawa Corporation.
14. 1 2  (ja) « Tome 14 », sur Kadokawa Corporation.
15. 1 2  (ja) « Tome 15 », sur Kadokawa Corporation.
16. 1 2  (ja) « Tome 16 », sur Kadokawa Corporation.
17. 1 2  (ja) « Tome 17 », sur Kadokawa Corporation.
18. 1 2  (ja) « Tome 18 », sur Kadokawa Corporation.
19. 1 2  (ja) « Tome 19 », sur Kadokawa Corporation.
20. 1 2  (ja) « Tome 20 », sur Kadokawa Corporation.
21. 1 2  (ja) « Tome 21 », sur Kadokawa Corporation.
22. 1 2  (ja) « Tome 22 », sur Kadokawa Corporation.
23. 1 2  (ja) « Tome 23 », sur Kadokawa Corporation.
24. 1 2  (ja) « Tome 24 », sur Kadokawa Corporation.
25. 1 2  (ja) « Tome 25 », sur Kadokawa Corporation.
26. 1 2  (ja) « Tome 26 », sur Kadokawa Corporation.

#### Manga

##### Mushoku Tensei
1. 1 2  (ja) « Tome 01 », sur Kadokawa Corporation.
2. 1 2  (ja) « Tome 02 », sur Kadokawa Corporation.
3. 1 2  (ja) « Tome 03 », sur Kadokawa Corporation.
4. 1 2  (ja) « Tome 04 », sur Kadokawa Corporation.
5. 1 2  (ja) « Tome 05 », sur Kadokawa Corporation.
6. 1 2  (ja) « Tome 06 », sur Kadokawa Corporation.
7. 1 2  (ja) « Tome 07 », sur Kadokawa Corporation.
8. 1 2  (ja) « Tome 08 », sur Kadokawa Corporation.
9. 1 2  (ja) « Tome 09 », sur Kadokawa Corporation.
10. 1 2  (ja) « Tome 10 », sur Kadokawa Corporation.
11. 1 2  (ja) « Tome 11 », sur Kadokawa Corporation.
12. 1 2  (ja) « Tome 12 », sur Kadokawa Corporation.
13. 1 2  (ja) « Tome 13 », sur Kadokawa Corporation.
14. 1 2  (ja) « Tome 14 », sur Kadokawa Corporation.
15. 1 2  (ja) « Tome 15 », sur Kadokawa Corporation.
16. 1 2  (ja) « Tome 16 », sur Kadokawa Corporation.
17. 1 2  (ja) « Tome 17 », sur Kadokawa Corporation.
18. 1 2  (ja) « Tome 18 », sur Kadokawa Corporation.
19. 1 2  (ja) « Tome 19 », sur Kadokawa Corporation.
20. 1 2  (ja) « Tome 20 », sur Kadokawa Corporation.
21. 1 2  (ja) « Tome 21 », sur Kadokawa Corporation.
22. 1 2  (ja) « Tome 22 », sur Kadokawa Corporation.
23. 1 2  (ja) « Tome 23 », sur Kadokawa Corporation.

##### Mushoku Tensei: Roxy datte honkidesu
1. 1 2  (ja) « Tome 01 », sur Kadokawa Corporation.
2. 1 2  (ja) « Tome 02 », sur Kadokawa Corporation.
3. 1 2  (ja) « Tome 03 », sur Kadokawa Corporation.
4. 1 2  (ja) « Tome 04 », sur Kadokawa Corporation.
5. 1 2  (ja) « Tome 05 », sur Kadokawa Corporation.
6. 1 2  (ja) « Tome 06 », sur Kadokawa Corporation.
7. 1 2  (ja) « Tome 07 », sur Kadokawa Corporation.
8. 1 2  (ja) « Tome 08 », sur Kadokawa Corporation.
9. 1 2  (ja) « Tome 09 », sur Kadokawa Corporation.
10. 1 2  (ja) « Tome 10 », sur Kadokawa Corporation.
11. 1 2  (ja) « Tome 11 », sur Kadokawa Corporation.
12. 1 2  (ja) « Tome 12 », sur Kadokawa Corporation.

##### Mushoku Tensei: 4-koma ni natte mo honki dasu
1. 1 2  (ja) « Tome 01 », sur Kadokawa Corporation.
2. 1 2  (ja) « Tome 02 », sur Kadokawa Corporation.
3. 1 2  (ja) « Tome 03 », sur Kadokawa Corporation.

### Édition française

#### Manga

##### Mushoku Tensei
1. 1 2  « Tome 01 », sur Doki-Doki (consulté le 2 avril 2023).
2. 1 2  « Tome 02 », sur Doki-Doki (consulté le 2 avril 2023).
3. 1 2  « Tome 03 », sur Doki-Doki (consulté le 2 avril 2023).
4. 1 2  « Tome 04 », sur Doki-Doki (consulté le 2 avril 2023).
5. 1 2  « Tome 05 », sur Doki-Doki (consulté le 2 avril 2023).
6. 1 2  « Tome 06 », sur Doki-Doki (consulté le 2 avril 2023).
7. 1 2  « Tome 07 », sur Doki-Doki (consulté le 2 avril 2023).
8. 1 2  « Tome 08 », sur Doki-Doki (consulté le 2 avril 2023).
9. 1 2  « Tome 09 », sur Doki-Doki (consulté le 2 avril 2023).
10. 1 2  « Tome 10 », sur Doki-Doki (consulté le 2 avril 2023).
11. 1 2  « Tome 11 », sur Doki-Doki (consulté le 2 avril 2023).
12. 1 2  « Tome 12 », sur Doki-Doki (consulté le 2 avril 2023).
13. 1 2  « Tome 13 », sur Doki-Doki (consulté le 2 avril 2023).
14. 1 2  « Tome 14 », sur Doki-Doki (consulté le 2 avril 2023).
15. 1 2  « Tome 15 », sur Doki-Doki (consulté le 2 avril 2023).
16. 1 2  « Tome 16 », sur Doki-Doki (consulté le 2 avril 2023).
17. 1 2  « Tome 17 », sur Doki-Doki (consulté le 2 avril 2023).
18. 1 2  « Tome 18 », sur Doki-Doki (consulté le 2 avril 2023).
19. 1 2  « Tome 19 », sur Doki-Doki (consulté le 28 janvier 2024).
20. 1 2  « Tome 20 », sur Doki-Doki (consulté le 13 août 2024).
21. 1 2  « Tome 21 », sur Doki-Doki (consulté le 4 juillet 2025).

##### Mushoku Tensei: Les Aventures de Roxy
1. 1 2  « Tome 01 », sur Doki-Doki (consulté le 2 avril 2023).
2. 1 2  « Tome 02 », sur Doki-Doki (consulté le 2 avril 2023).
3. 1 2  « Tome 03 », sur Doki-Doki (consulté le 2 avril 2023).
4. 1 2  « Tome 04 », sur Doki-Doki (consulté le 2 avril 2023).
5. 1 2  « Tome 05 », sur Doki-Doki (consulté le 2 avril 2023).
6. 1 2  « Tome 06 », sur Doki-Doki (consulté le 2 avril 2023).
7. 1 2  « Tome 07 », sur Doki-Doki (consulté le 2 avril 2023).
8. 1 2  « Tome 08 », sur Doki-Doki (consulté le 2 avril 2023).
9. 1 2  « Tome 09 », sur Doki-Doki (consulté le 2 avril 2023).
10. 1 2  « Tome 10 », sur Doki-Doki (consulté le 22 février 2024).
11. 1 2  « Tome 11 », sur Doki-Doki (consulté le 13 août 2024).